# Trypanalebra blantoni
Trypanalebra blantoni är en insektsart som beskrevs av Young 1957. Trypanalebra blantoni ingår i släktet Trypanalebra och familjen dvärgstritar. Inga underarter finns listade i Catalogue of Life.